# Абильдаев, Азамат Рахатович
Азамат Рахатович Абильдаев (каз. Азамат Рахатұлы Әбілдаев; род. 3 августа 1972, Кастек, Джамбулский район, Алма-Атинская область, Казахская ССР, СССР) — общественный, политический деятель Казахстана, депутат Мажилиса Парламента Казахстана V (2012—2016) и VII созывов (2021—2023), бывший член партии Ак жол.

## Биография
1999—2004 гг. — управляющий директор крестьянского хозяйства «Алмаз».
2004—2007 гг. — генеральный директор ТОО «Агрофирма Түрікпен».
2007—2009 гг. — президент ТОО «Торгово-финансовый холдинг „ПромИнвестАзия“».
2009—2010 гг. — председатель наблюдательного совета, консультант ТОО «Торгово-финансовый холдинг „ПромИнвестАзия“».
2010—2011 гг. — президент ТОО «Қазақстан тас өнімдері».
2011—2012 гг. — президент ТОО «Корпорация „Казгранит“».
2012—2016 гг. — депутат Мажилиса Парламента Казахстана V созыва по партийному списку Демократической партии Казахстана «Ак жол».
2017—2020 гг. — консультант ТОО «Агрофирма Түрікпен», заместитель председателя Демократической партии Казахстана «Ақ жол».
С 15 января 2021 года по 19 января 2023 года — депутат Мажилиса Парламента Республики Казахстан VII созыва по партийному списку ДПК «Ак жол». В январе 2023 года Абильдаев в интервью высказался в поддержку российского вторжения на территорию Украины. 19 января председатель партии «Ак жол» Азат Перуашев сообщил, что Абильдаев исключён из партии за высказывание, противоречащее позиции партии «Ак жол» по российско-украинской войне и нарушающее партийную и депутатскую этику. В тот же день Центральная избирательная комиссия Казахстана признала утрату полномочий депутата в связи с исключением из партии. Сам Абильдаев позже сказал, что согласен с партийным решением и не хочет подставлять партию перед выборами.